# George McAfee
George Anderson McAfee (Corbin, Kentucky, 13 de marzo de 1918 – Snellville, Georgia, 4 de marzo de 2009), más conocido como George McAfee, fue un jugador profesional estadounidense de fútbol americano que se desempeñó en la posición de halfback y defensive back en la National Football League (NFL). Es miembro del Salón de la Fama del Fútbol Americano Profesional.

## Carrera
McAfee jugó como profesional ocho temporadas en Chicago Bears (1940-1941, 1945-1950), equipo en el que se retiró.

## Reconocimiento
En 1966, fue seleccionado para ser miembro del Salón de la Fama del Fútbol Americano Profesional.